# Eric Lomax
Eric Sutherland Lomax (30 mai 1919 – 8 octobre 2012) était officier de l'Armée britannique et fut envoyé dans un camp de prisonniers de guerre japonais en 1942. Il est notamment connu pour son livre, intitulé The Railway Man, qui relate ses expériences avant, pendant et après la Seconde Guerre mondiale. Ce roman fut récompensé par le NCR Book Award en 1996 et par le PEN/Ackerley Prize.

## Jeunesse
Lomax naît à Édimbourg le 30 mai 1919. Il quitte l'école à 16 ans et rejoint le service des Postes. Le 8 avril 1936, il obtient un poste de commis de classement et télégraphiste à Edimbourg . Le 10 mars 1937, il est promu employé de bureau. 

## Service militaire
En 1939 à l'âge de 19 ans, Lomax rejoint le Corps Royal des Transmissions juste avant que la guerre n'éclate. Après avoir fait son temps dans la 152e unité d'entraînement des officiers cadets, on le nomme sous-lieutenant le 28 décembre 1940, sous le numéro de service 165340 . Il fut ensuite rattaché au 5e Régiment de campagne de l'Artillerie royale. Dans sa position de lieutenant, il est ensuite capturé par les Japonais à la suite de la capitulation de Singapour en février 1942. Lui, ainsi que d'autres prisonniers de guerre de l'Extrême-Orient, entreprennent une marche forcée jusqu'à la prison de Changi. Il est ensuite emmené à Kanchanaburi en Thaïlande et forcé à participer à la construction de la « voie ferrée de la mort ». En 1943, avec cinq autres prisonniers, il est torturé par la Kenpeitai et déclaré coupable d'activités « anti-japonaises », à la suite de la découverte d'une radio dans le camp. Il est transféré à la prison d'Outram Road à Singapour jusqu'à la fin de la guerre. 
Le 12 septembre 1946, un article est publié dans la Gazette faisant état du fait de trois dépêches le mentionnant « en reconnaissance des services rendus pendant sa captivité en tant que prisonnier de guerre ».  On lui remet la médaille d'efficacité (en) en 1949 et il est promu au grade honorifique de capitaine. Il quitte l'armée en 1949.

## Suite et fin de sa vie
Incapable de se réadapter à la vie civile, Lomax rejoint le Service colonial britannique et prend un poste sur la Côte-de-l'Or (aujourd'hui le Ghana) jusqu'en 1955. Après des études en management, il travaille pour le Scottish Gas Board et l'université de Strathclyde. Il prit sa retraite en 1982.
Lomax fut le premier patient de la Medical Foundation for the Care of Victims of Torture, une organisation aujourd'hui connue sous le nom de Freedom from Torture. Sa vie après la guerre a été marquée par sa réconciliation avec l'un de ses anciens bourreaux, l'interprète Takashi Nagase (en), originaire de Kurashiki au Japon. Takashi a écrit un livre sur sa propre expérience pendant et après la guerre intitulé Crosses and Tigers, et a financé un temple bouddhiste sur le pont de la rivière Kwaï afin d'expier ses actions durant la guerre . La rencontre des deux hommes a fait l'objet d'un film documentaire intitulé Enemy, My Friend ? (sorti en 1995) réalisé par Mike Finlason. Il a reçu plusieurs récompenses. 
La mort de Lomax fut annoncée sur la BBC le 8 octobre 2012. Il avait 93 ans et mourut à Berwick-upon-Tweed dans le Northumberland .

## Vie personnelle
Amateur de chemin de fer et photographe de transport, Lomax rejoint la Stephenson Locomotive Society en 1937  et son enthousiasme pour le réseau ferré resta intact jusqu'à sa mort. Il épousa sa première femme Agnès, dite «Nan», le 20 novembre 1945, à peine trois semaines après avoir été libéré. Ils eurent trois enfants, Linda May (née le 14 décembre 1946, et décédée le 13 décembre 1993), Eric (né le 18 juin 1948, et mort à la naissance) et Charmaine Carole (née le 17 juin 1957) . En 1980, Lomax rencontre une infirmière canadienne d'origine britannique, Patricia " Patti " Wallace, de 17 ans sa cadette. Elle déménagea du Canada au Royaume-Uni en 1982. Lomax quitta Nan quelques mois plus tard et épouse Wallace en 1983,.

## Film et autobiographie
L'autobiographie de Lomax, intitulée The Railway Man, fut publiée en 1995. John McCarthy, un journaliste retenu en otage pendant cinq ans, a décrit le livre de Lomax comme "une aventure extraordinaire de torture et de réconciliation". L'ouvrage fut adapté pour la télévision sous le titre "Prisoners in Time" avec John Hurt dans le rôle de Lomax en 1995 . 
Le livre a également fait l'objet d'une adaptation cinématographique en 2014. Réalisé par Jonathan Teplitzky, le jeune et le vieux Lomax sont joués par Jeremy Irvine et Colin Firth respectivement,. Nicole Kidman joue le rôle de Patti. Le déroulement du film oscille entre l'époque où Lomax est prisonnier de guerre et sa vie après la guerre, au moment de sa réconciliation avec son bourreau.